# Lacroix Despheres
Lacroix Despheres（ラクロワ・デスフェール）は、日本のヴィジュアル系ロックオペラバンド。

## 概要
大学在学中であった翔を中心に結成。
バンド名の由来は、フランス語で「天体の十字架」を意味する”La croix des Spheres”を変化させたものであり、ツインボーカル、ツインギター、バンドサウンドとオーケストラサウンド、ロックとクラシック、旋律と台詞など、対となる要素が十字架となって天空を駆けめぐることが出来るようにとの願いが込められている。
音楽性としては、男女ツインボーカルのバンドサウンドに、フルート、オーボエの専任メンバーを含めたフルオーケストラ＋混声合唱を融合させた、大編成のシンフォニックサウンドが特徴。ロックオペラを称する所以として、ライブではメンバー全員が作品の登場人物を演じながら演奏を行う。また、ダンサーや舞台俳優を客演として迎えたり、映像を用いた演出を行うこともある。
「日本が世界に誇るヴィジュアル系バンドは、総合芸術になり得る」を活動テーマに掲げている。

## メンバー

### 現メンバー
- 翔（ボーカル）

6月27日生まれ。東京都出身。国立音楽大学卒業。
バンド主宰。すべての楽曲の作編曲を担当。
バンドの個人レーベルであったOffice Lacroixを2013年8月に法人化し、社長兼CEOを努める。
自身の音楽的なルーツとして、クラシック音楽やX JAPAN、MALICE MIZER等を挙げている。
実父は作曲家・編曲家の天野正道。
- 紗夜 （ソプラノボーカル）

8月4日生まれ。群馬県出身。新島学園短期大学卒業。
中学から高校（新島学園中学校・高等学校）にかけて、同校の聖歌隊に所属。
CDブックレットのアートワークも手がける。
- Pegeot（ペジョ）（ギター）

10月18日生まれ。佐賀県出身。
- 水貴（フルート/ピッコロ）

6月28日生まれ。福島県出身。国立音楽大学卒業。
- 智美（オーボエ/コールアングレ）

2月28日生まれ。神奈川県出身。国立音楽大学卒業。
- Naoki（ベース）

9月6日生まれ。ex.ANCIENT MYTH。

### 旧メンバー
- 一輝（ギター）
- 聡美（ヴァイオリン）
- 博明（ギター）
- Maine（フルート）
- 天佑（中村天佑）（ギター）

## 来歴

### 2000年代
- 2006年
  - 翔を中心に結成され、活動を開始。
  - 7月17日、1stシングル「古の刻より舞い降りし者たち」発売。その後、メンバーの脱退、アルバム制作等により、2007年まで表立った活動を休止。
- 2008年
  - 4月1日、1stアルバム「Dernier Paradis - The Symphonic Gothic Opera - act1」発売。
  - 6月15日、第59回全国植樹祭にて御前演奏[2]。
- 2009年
  - 1月14日、主催イベント「Aristocracy Renaissance ～彩られた記憶の再生～」（高田馬場AREA）開催。
  - 10月7日、2ndシングル「Scivias/Passiflora caerulea」発売。

### 2010年代
- 2010年
  - 12月1日、2ndアルバム「Dernier Paradis - The Symphonic Gothic Opera - act2」発売。
- 2011年
  - 音楽雑誌「Player」誌上コンテストMoveOn10にて、年間チャンピオンを獲得[10]。
  - 12月3日、主催イベント「Aristocracy Renaissance Vol.2 [ The Live Event of Visual & Metal Band ]」（高田馬場AREA）開催。
- 2012年
  - 2月23日、「フリクル×ROAD TO MAJOR」コラボイベントで優勝し、同年8月25日、赤坂BLITZにて行われた「ROAD TO MAJOR 3」本選大会のオープニングアクトとして出演[11][2]。
- 2014年
  - 3月29日、ワンマンイベント「何度も晩餐」（池袋RED-Zone）開催。
  - 11月3日、クラウドファンディングを利用して、新作アルバム制作のための出資を国内外から募り、翌年1月15日の募集終了までに600,000円の目標金額に対して、734,655円の出資を集める[8][12]。
  - 12月15日、THE BIG ISSUE JAPAN253号に掲載[13]。
- 2015年
  - 11月27日、HYPER JAPAN Christmas Market 2015出演[14]。
- 2016年
  - 結成10周年。
- 2017年
  - 12月23日、公式会員制サイト「ラクロワ祝祭劇場オンライン」開設。
- 2021年
  - 10月10日、デジタルシングル「Resurrection Symphony」配信開始[15]。

## 作品

### ミュージックビデオ
- 天啓の瞳 LIVE PV

### その他
- 無料配布音源

|   | タイトル               | 備考                                   |
| - | ---------------------- | -------------------------------------- |
| 1 | 天啓の瞳（Choir ver.） | 公式メールマガジンへの登録により配布。 |